# Land diving

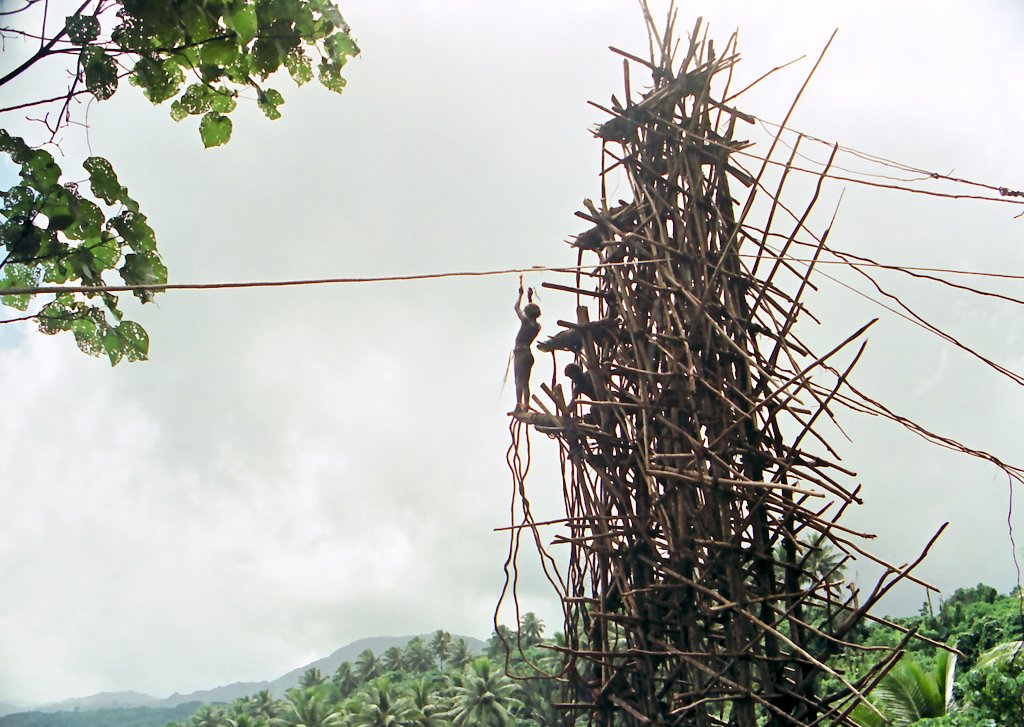
Un saltador preparado para saltar. A excepción de las enredaderas, el salto se realiza sin equipo de seguridad

Se conoce como Land diving (traducible al español como Clavados de tierra y conocido en el idioma Sa como Gol y en Bislama como Nanggol) es un ritual realizado por los hombres de la isla de Pentecostés, Vanuatu. Los hombres saltan de torres de madera de alrededor de 20 a 30 metros de altura, con 2 enredaderas alrededor de los tobillos. El salto se realiza atando enredaderas a cada tobillo. La tradición se ha convertido en una atracción turística. Según el Libro Guinness de los récords, la fuerza g experimentada por quienes se encuentran en el punto más bajo del salto es la mayor experimentada por los humanos en el mundo no industrializado.

## Trasfondo
El origen del salto se describe en una leyenda de una mujer que no estaba satisfecha con su esposo, Tamalie (o alguna variación del nombre). A veces se afirma que la mujer estaba molesta porque su esposo era demasiado enérgico con respecto a sus deseos sexuales, por lo que se escapó al bosque. Su marido la siguió, así que se subió a un árbol de higuera de Bengala. Tamalie subió detrás de ella, por lo que se ató lianas a los tobillos y saltó y sobrevivió. Su marido saltó tras ella, pero no se ató las lianas, lo que provocó que cayera en picado y muriera. Originalmente, las mujeres lo hacían con respeto a la mujer original que lo hacía, pero los esposos no se sentían cómodos al ver a sus esposas en tales posiciones, por lo que tomaron el deporte por sí mismos y gradualmente cambió de árboles a torres de madera diseñadas específicamente. Los hombres realizaron el salto original para que no los engañaran nuevamente.
El ritual del salto está asociado con la cosecha anual de Ñame. Se realiza anualmente en los meses de abril, mayo o junio. Una buena inmersión ayuda a asegurar una abundante cosecha de ñame.
Los aldeanos creen que el salto puede mejorar la salud y la fuerza de los saltadores. Una inmersión exitosa puede eliminar las enfermedades y los problemas físicos asociados con la temporada de lluvias. Además, el salto se considera una expresión de masculinidad, ya que demuestra la audacia asociada con el bwahri o guerrero. Sin embargo, los hombres que eligen no saltar o dejar de saltar no son humillados como cobardes.
En el idioma Sa, gol se refiere tanto a la torre como al salto. La torre representa simbólicamente un cuerpo, con cabeza, hombros, pechos, vientre, genitales y rodillas. Las plataformas de salto representan los penes y los puntales debajo representan las vaginas.

## Preparación

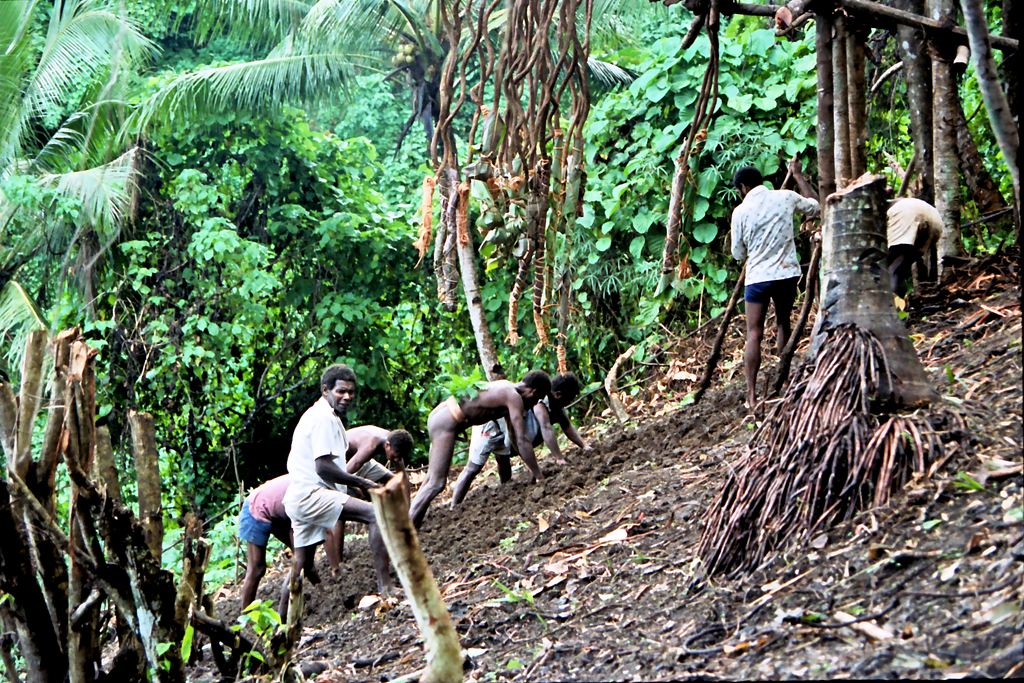
Los aldeanos ablandan el suelo para ayudar a absorber el impacto

La época de la cosecha del ñame es significativa porque la construcción de torres se realiza mejor durante la estación seca. Además, las lianas tienen la mejor elasticidad durante este tiempo. Durante el período de preparación para el nanggol, los hombres se apartan de las mujeres y se abstienen de tener relaciones sexuales. Además, a las mujeres no se les permite acercarse a la torre o, de lo contrario, Tamalie, que vive en la torre, puede buscar venganza, lo que lleva a la muerte de un saltador. Además, los hombres no deben usar amuletos de la suerte durante el salto.
La construcción de la torre suele tardar entre 2 y 5 semanas. Alrededor de 20 a 30 hombres ayudan a construirlo. Los hombres cortan árboles para construir el cuerpo, limpian un sitio para la torre y quitan rocas del suelo. La tierra se labra para ablandar la tierra. La madera está recién cortada, para que se mantenga fuerte. El núcleo de la torre está hecho de un árbol cortado y un andamio de postes atados con enredaderas que lo estabilizan. Del frente de la torre salen varias plataformas a unos 2 metros, sostenidas por varios puntales. La plataforma más baja mide alrededor de 10 metros y la plataforma más alta está cerca de la cima. Durante el salto, los soportes de la plataforma se rompen, lo que hace que la plataforma se incline hacia abajo y absorba parte de la fuerza de la caída.
Las enredaderas son seleccionadas por un anciano del pueblo y emparejadas con el peso de cada saltador sin ningún cálculo mecánico. Las enredaderas deben ser flexibles, elásticas y llenas de savia para estar seguras. Los extremos de las enredaderas se trituran para permitir que las fibras se enrollen alrededor de los tobillos de los saltadores. Si la enredadera es demasiado larga, el saltador puede golpear el suelo con fuerza, pero si la enredadera es demasiado corta, entonces el saltador puede chocar con la torre.
Antes de saltar, los hombres a menudo cierran asuntos pendientes y disputas en caso de que mueran. La noche anterior al salto, los saltadores duermen debajo de la torre para protegerse de los malos espíritus.

## Ritual

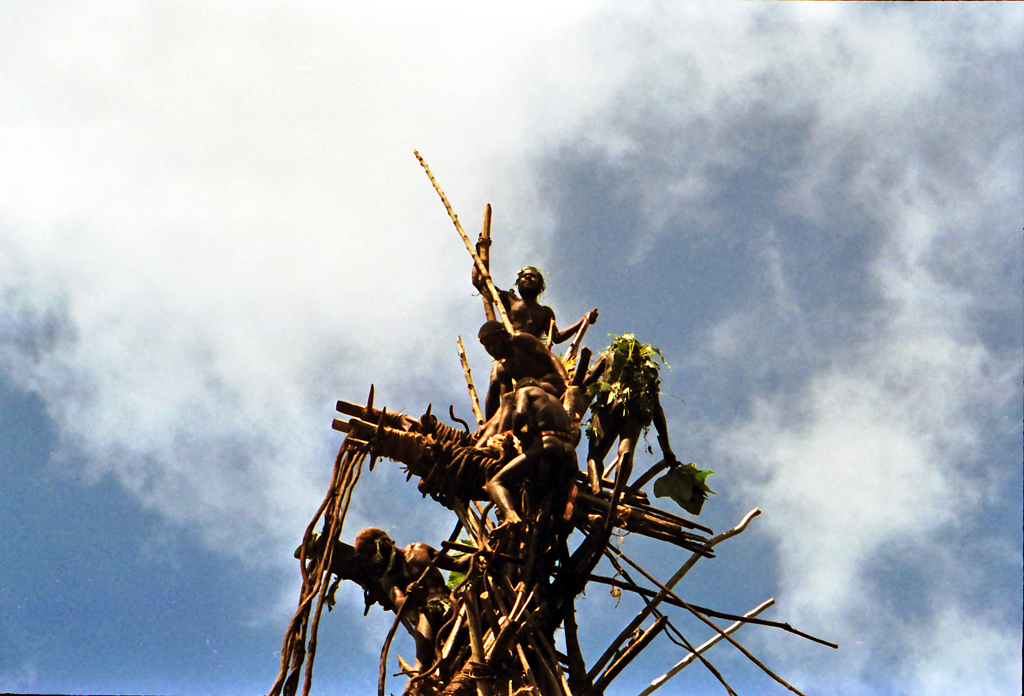
Las plataformas se encuentran a diferentes alturas, y el buceador más experimentado salta desde lo alto

Aunque la mayoría de los isleños son cristianos, también se adhieren a las creencias antiguas. Antes del amanecer del día de la ceremonia, los hombres se someten a un lavado ritual, se ungen aceite de coco y decoran sus cuerpos. Los machos llevan colmillos de jabalí alrededor del cuello. Los hombres usan taparrabos tradicionales, y las mujeres usan vestidos tradicionales de hierba y tienen el pecho desnudo. Solo los hombres pueden saltar, pero las bailarinas brindan apoyo mental. Alrededor de 10 a 20 hombres en un pueblo saltarán.
El ritual comienza con los saltadores menos experimentados en las plataformas inferiores y termina con los saltadores más experimentados en las plataformas superiores. El salto ideal es alto con el saltador aterrizando cerca del suelo. El objetivo es rozar los hombros contra el suelo. Cuanto más alto sea el salto, más abundante será la cosecha. Antes de saltar, el saltador puede dar discursos, cantar y hacer pantomimas.
El saltador cruza los brazos sobre el pecho para ayudar a prevenir lesiones en los brazos. La cabeza está metida para que sus hombros puedan tocar el suelo. Por lo tanto, los saltadores corren el riesgo de sufrir una serie de lesiones, como una fractura de cuello o una conmoción cerebral. Durante el salto, el saltador puede alcanzar velocidades de alrededor de 72 km/h. Inmediatamente después de un salto, otros aldeanos se apresuran y cuidan al saltador.
Para los niños, el salto es un rito de iniciación. Después de que los niños son circuncidados a la edad de alrededor de 7 u 8 años, los niños pueden participar en el ritual. Cuando un niño está listo para convertirse en hombre, se lanza a tierra en presencia de sus mayores. Su madre sostiene un artículo favorito de la infancia, por ejemplo, un trozo de tela. Después de completar el salto, el artículo se tira, lo que demuestra que el niño se ha convertido en un hombre.

## Historia moderna

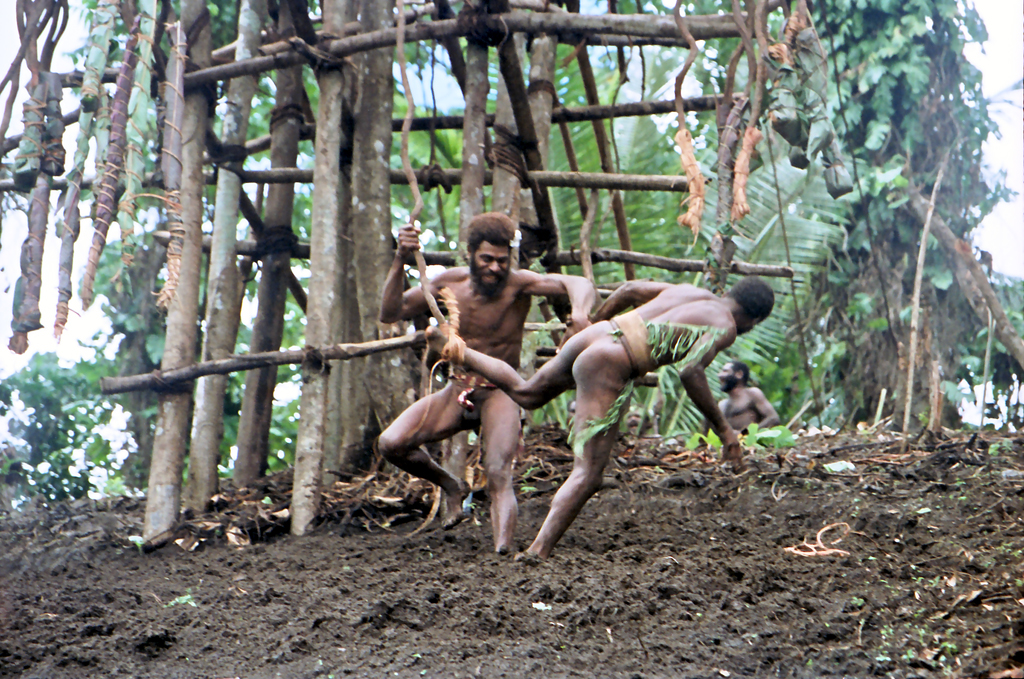
Un aldeano corta las enredaderas de un saltador después de un salto exitoso

A mediados del siglo XIX, los misioneros llegaron al área y persuadieron a los nativos para que dejaran de realizar ese tipo de saltos. En la década de 1970, el anticolonialismo hizo que el salto se viera bajo una nueva luz como una forma de demostrar su identidad cultural.  Después de la independencia en 1980, el ritual fue revivido por los cristianos locales de las áreas vecinas. En 1995, la gente de la isla de Pentecostés, con el apoyo del fiscal general de Vanuatu, declaró que se esforzarían por obtener regalías de las empresas de puenting porque consideraban que la tradición había sido robada.
El periodista Kal Müller fue el primer hombre blanco en hacer este tipo de saltos. Müller esperó 2 años a que los habitantes de Bunlap lo invitaran a saltar. Antes del salto, pasó 7 meses con los aldeanos. Sus experiencias fueron relatadas en la edición de diciembre de 1970 de la revista estadounidense National Geographic.

## Turismo

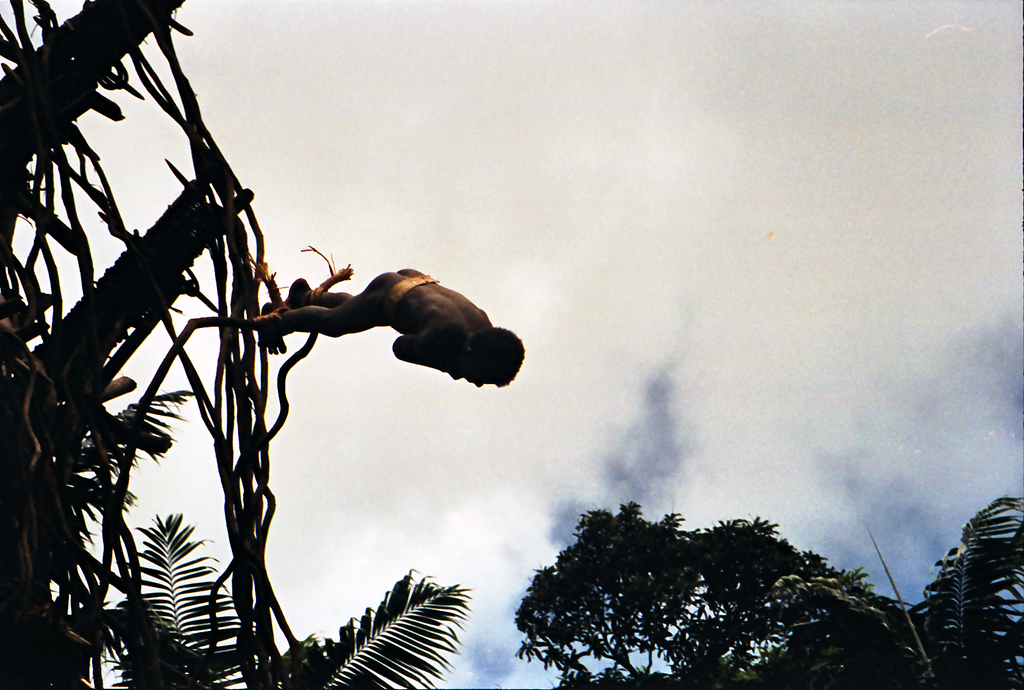
Los saltadores cruzan los brazos para evitar lesiones

El salto se ha convertido en una atracción turística para los lugareños. El aspecto turístico del salto ha generado cierto debate, como mantener la integridad de la costumbre mientras llama la atención. Para evitar la comercialización del salto, los jefes formaron un consejo de turismo que se encarga de los turistas y la presentación. La oficina de turismo trabaja con empresas de turismo y proporciona ingresos al traer extranjeros. El control local y el apoyo del gobierno mantienen la autenticidad del ritual, al tiempo que fomentan la promoción. En 1982, los turistas pagaban 35 libras por persona para ver el evento. Los turistas que observan el salto en la actualidad suelen pagar entre 10.000 y 12.000 vatu por persona (alrededor de USD 100 a USD 120). Aunque era un evento anual, el salto ahora ocurre semanalmente de abril a junio debido a su rentabilidad. Algunos turistas quieren probar el salto ellos mismos, pero a menudo se les niega por razones de seguridad. En 2006, el Centro Cultural de Vanuatu prohibió la filmación comercial del ritual para proteger la cultura.